# Sweethearts (film)
Sweethearts är en amerikansk komedifilm som hade premiär på strömningstjänsten Max den 28 november 2024. Filmen är regisserad av Jordan Weiss som även skrivit manus tillsammans med Dan Brier.

## Handling
Filmen kretsar kring två förstaårsstudenter på college som gör slut med sina respektive high school-partners vilket leder dem ut på en kaotisk kväll.

## Rollista (i urval)
- Kiernan Shipka
- Nico Hiraga
- Charlie Hall
- Jake Bongiovi – Kellan
- Caleb Hearon
- Tramell Tillman
- Joel Kim Booster
- Christine Taylor